# Longin Pastusiak

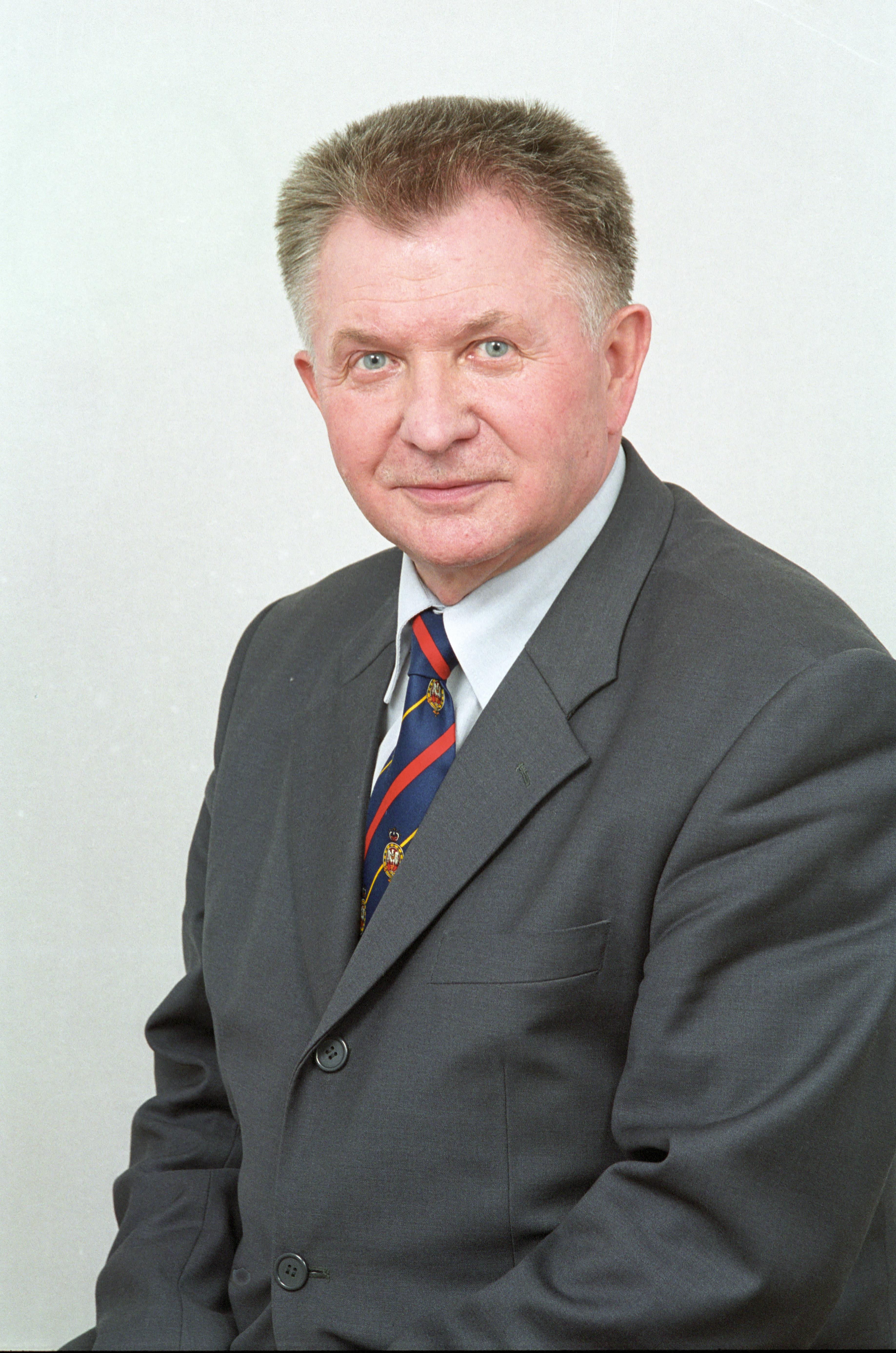
Longin Pastusiak (2001)

Longin Hieronim Pastusiak (* 22. August 1935 in Łódź; † 10. Januar 2025) war ein polnischer Politiker, Historiker und Politologe, Amerikanist, Funktionär in der Polnischen Vereinigten Arbeiterpartei (PZPR), in den Jahren 1991 bis 2001 Abgeordneter des Sejm in der I., II. und III. Wahlperiode, vom 19. Oktober 2001 bis zum 18. Oktober 2005 Senator und Marschall des Senats in der V. Wahlperiode.

## Wissenschaftliche Tätigkeit
Im Jahr 1959 beendete er das Magisterstudium an der Woodrow Wilson School of Foreign Affairs und der University of Virginia in Charlottesville, für das er ein staatliches Stipendium der Volksrepublik Polen bekommen hatte. 1960 wurde er Magister an der Fakultät für Journalistik und Politikwissenschaften der Universität Warschau. Er wurde an der Hochschule für Gesellschaftswissenschaften beim Zentralkomitee der PZPR in Warschau promoviert. Er habilitierte sich 1967 am Historischen Institut der Polnischen Akademie der Wissenschaften. Er wurde 1978 zum außerordentlichen Professor, 1986 zum ordentlichen Professor. Nach der politischen Wende von 1989 wurde er den „Parteihistorikern“ zugerechnet, deren wissenschaftliche Karriere von der PZPR abgehangen habe.
Von 1963 bis 1994 arbeitete er am Polnischen Institut für Internationale Angelegenheiten. Er ist Autor zahlreicher Publikationen über die USA und die polnisch-amerikanischen Beziehungen. Während der PZPR-Herrschaft wurde er zu einem der führenden antiamerikanischen Propagandisten, in seinen Werken attackierte er den „amerikanischen Imperialismus“. Diesem habe auch die Wiederbewaffnung der Bundesrepublik Deutschland gedient. Die Westdeutschen stellten nach seinen Worten eine ständige Gefahr für den Frieden in Europa dar. In seinen Analysen der Innenpolitik Washingtons stellte er die Unterdrückung der Afroamerikaner und der Kommunistischen Partei der USA (CPUSA) heraus. Scharf rechnete er mit dem US-Präsidenten Ronald Reagan ab. Ebenso verteidigte er die von Moskau vorgegebene Version, dass beim Massaker von Katyn die Täter nicht aus den Reihen der sowjetischen Geheimpolizei NKWD, sondern der deutschen Besatzer gekommen seien.
In den 1990er Jahren kam Pastusiak zu diametral anderen Ergebnissen: In mehreren Büchern stellte er die Tradition der polnisch-amerikanischen Freundschaft heraus. Wiederholt lobte er die Politik Ronald Reagans, besonders dessen Wirtschaftskurs (Reaganomics). Er moderierte im öffentlich-rechtlichen Sender TVP1 das Programm „Die Präsidenten in Anekdoten“ über die Bewohner des Weißen Hauses in Washington.
Die konservative Tageszeitung Rzeczpospolita schrieb über Pastusiaks Kurswechsel: „Mit seiner Wendehalsigkeit würde er sogar einen Tartuffe oder Talleyrand beschämen.“

## Politische Tätigkeit
1961 trat er der PZPR bei und blieb Mitglied bis zu der Selbstauflösung der Partei im Jahr 1990. Nach seinem Studium arbeitete er zunächst in der Abteilung für Propaganda und Agitation im Zentralkomitee der PZPR. Bei der ersten Wahl zum wiederrichteten Senat der Republik Polen 1989 kandidierte er in der Woiwodschaft Warschau. Mit 14,7 % der Stimmen belegte er jedoch nur den vierten Platz und wurde damit nicht gewählt.
Im selben Jahr trat er der neugegründeten Socjaldemokracja Rzeczypospolitej Polskiej (SdRP), die ihm Sojusz Lewicy Demokratycznej (SLD) aufging. Von der Liste dieser Partei wurde er bei den Parlamentswahlen 1991, 1993 und 1997 in den Sejm gewählt.
Zwischen 1991 und 1997 war er Stellvertretender Vorsitzender der Fraktion seiner Partei. Von  1997 bis 2001 war er Stellvertretender Vorsitzender des Sejmausschusses für Außenpolitik und Vorsitzender der polnischen Delegation in der Parlamentarischen Versammlung der Westeuropäischen Union. Im Jahr 2000 wurde er Vorsitzender des Unterausschusses für Transatlantische Beziehungen in der Parlamentarischen Versammlung der NATO, ein Jahr später wurde er zweiter Vorsitzender der sozialdemokratischen Fraktion in der Parlamentarischen Versammlung der NATO.
2001 wurde er Senator für den Wahlkreis Danzig in den Senat der Republik Polen gewählt. Am 20. Oktober 2001 wurde er zum Marschall des Senats gewählt. Er war Mitglied des Wahlkomitees Włodzimierz Cimoszewiczs bei den Präsidentschaftswahlen 2005. In den Parlamentswahlen 2005 bewarb er sich erneut für ein Senatsmandat, hatte jedoch keinen Erfolg. Am 1. Juni 2008 wurde er zum Stellvertretenden Vorsitzenden des SLD gewählt und behielt dieses Amt bis 2012. Bei den Europawahlen 2009 und 2014 kandidierte er jeweils erfolglos, da auf die SLD im Wahlkreis jeweils kein Mandat entfiel.
2013 sah er sich Medienangriffen ausgesetzt, weil er als Präsident des Senats einer Bonusregelung zugestimmt hat, die ihm persönlich 164.000 Złoty (rund 40.000 Euro) eingebracht hat.

## Privat
Er war mit Anna Ochab, der Tochter des früheren PZPR-Chefs Edward Ochab, verheiratet und hatte eine Tochter und einen Sohn.

## Ehrungen
- 2002 Orden des Marienland-Kreuzes I. Klasse[23]
- 2002 Honorary Companion of Honour des National Order of Merit (Malta)[24]
- 2006 Großkomtur des Ordens für Verdienste um Litauen[25]
- 2015 Kommandeurskreuz des Ordens Polonia Restituta[26]